# Coelioxys frigens
Coelioxys frigens är en biart som beskrevs av Holmberg 1916. Coelioxys frigens ingår i släktet kägelbin, och familjen buksamlarbin. Inga underarter finns listade i Catalogue of Life.